# Primorsko
Pour les articles homonymes, voir Primorsko (homonymie).
Primorsko (Приморско en bulgare) est une ville du sud-est de la Bulgarie.

## Géographie
Primorsko est bâtie sur le cap Ranouli, aujourd'hui renommé Roussalka, face à la mer Noire, dans le sud-est de la Bulgarie, dans l'oblast de Bourgas.

## Histoire
Dans l'antiquité, sous le royaume des Odryses et à l'époque byzantine, une bourgade portuaire nommée Ranouli s'est développée à l'embouchure du fleuve Ropotamos tandis que l'actuelle Primorsko s'appelait Stamopolis ; à l'époque ottomane elle fut appelée Çenger. Jusqu'à l'échange de populations rendu obligatoire par le traité de Lausanne (dont la Bulgarie fut aussi signataire) la population était composite : grecque, turque, bulgare et gagaouze ; elle est, au XXIe siècle, entièrement bulgare. Le nom Primorsko signifie « sur la mer » en bulgare.

## Économie
L'économie de Primorsko est basée essentiellement sur le tourisme, mais des activités agricoles (vergers, vignes, tabac) et halieutiques subsistent.

## Galerie

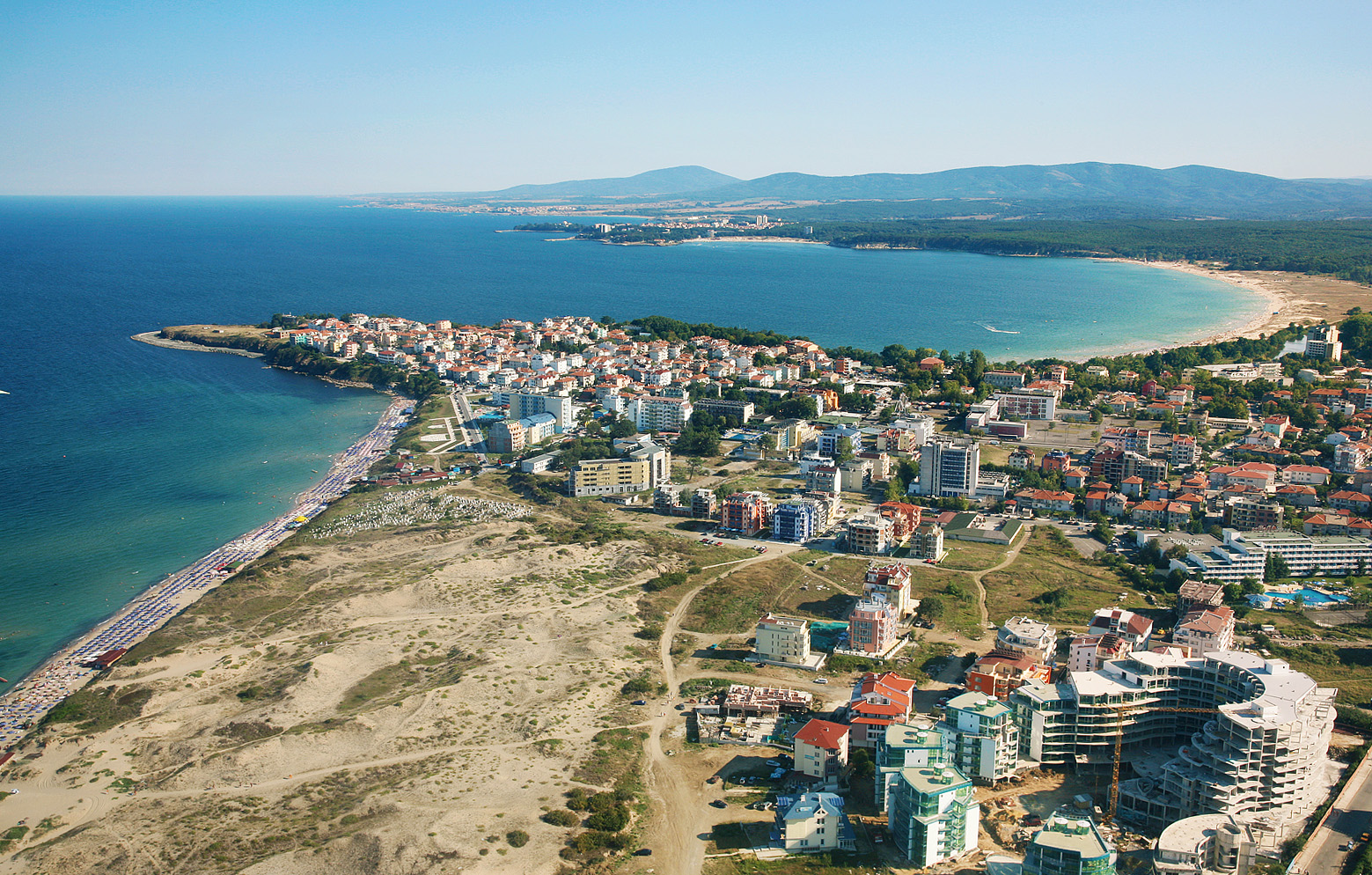
Primorsko vu d'avion
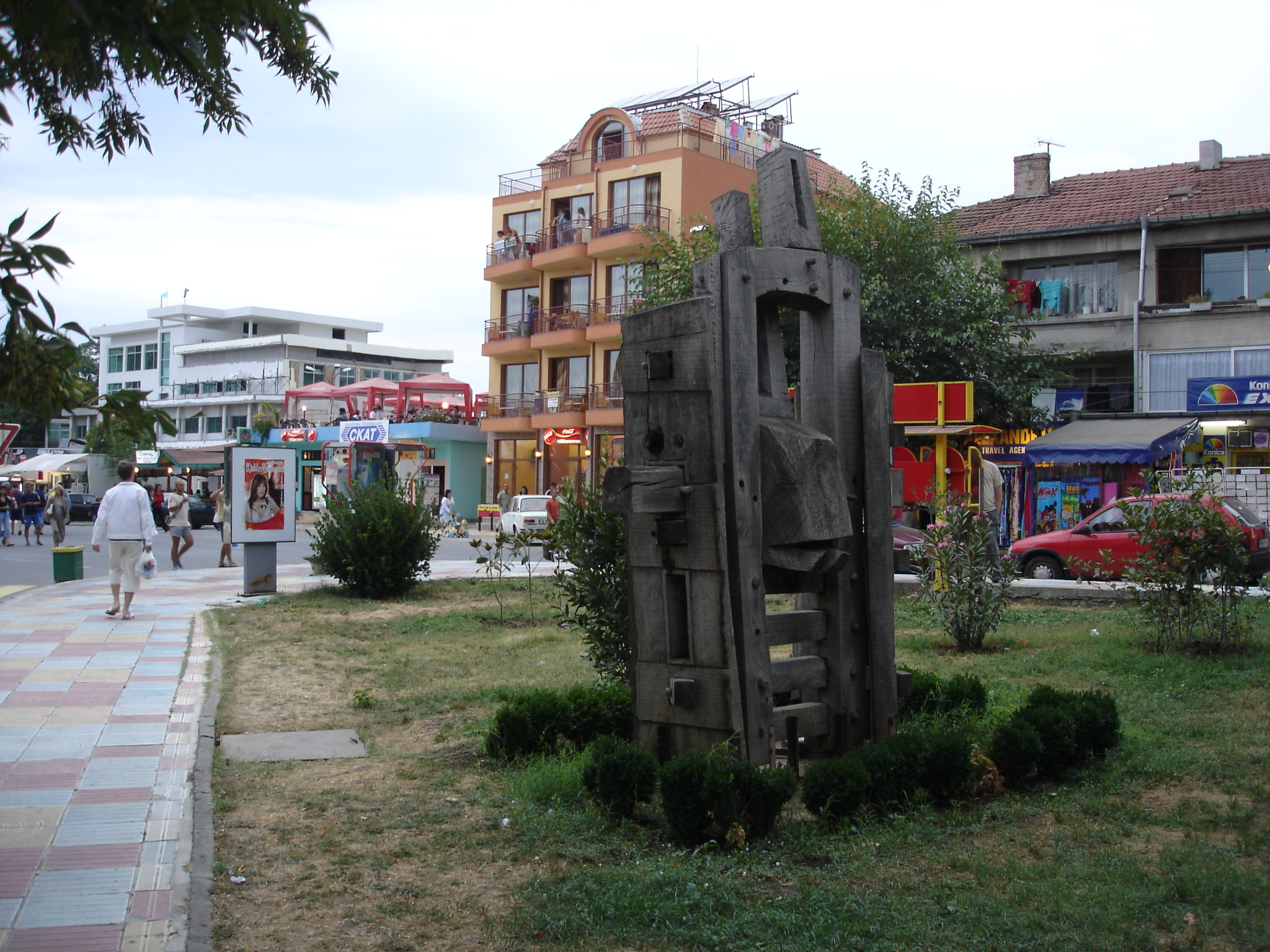
Une rue dans le centre-ville
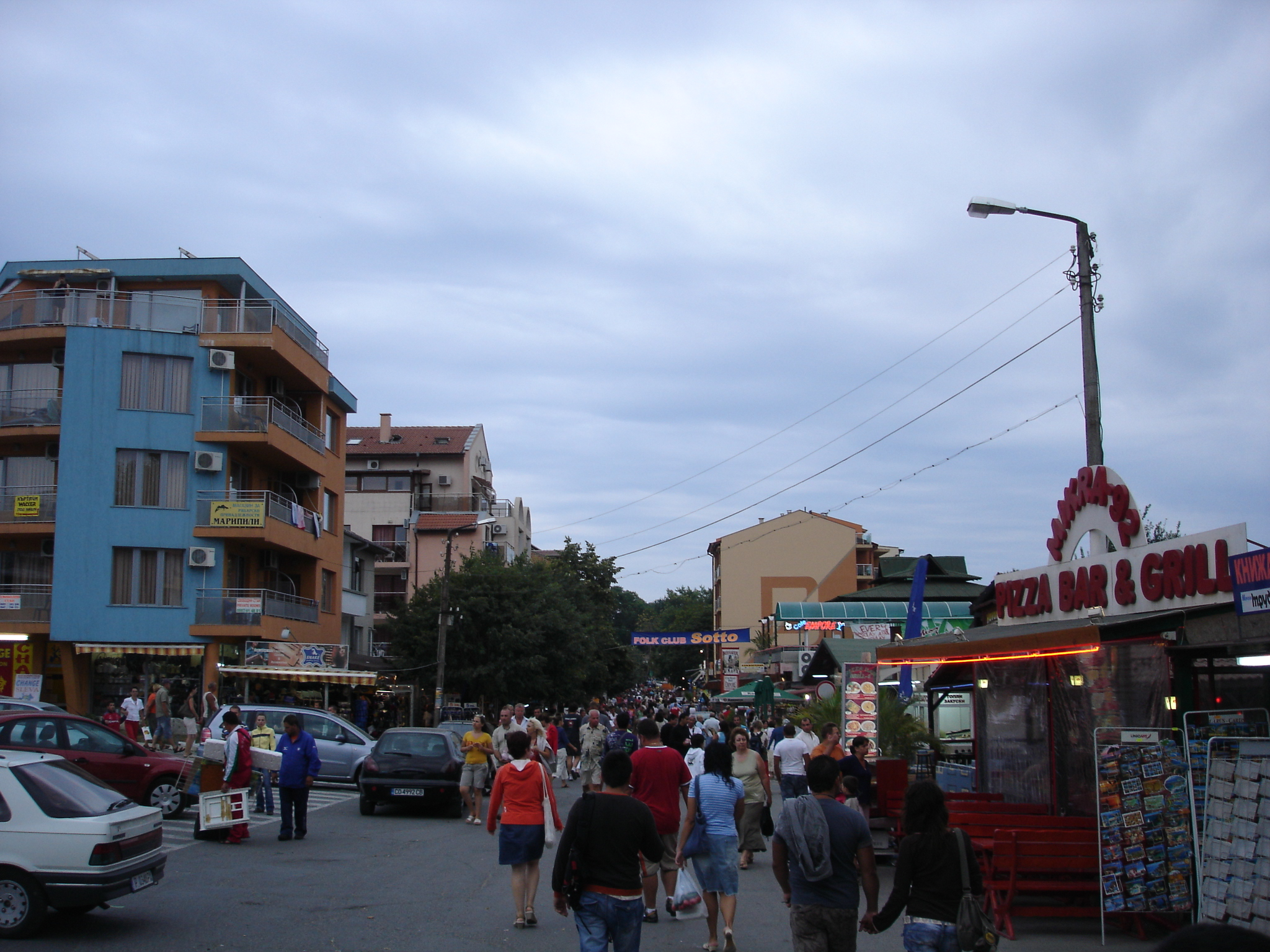
Rue touristique
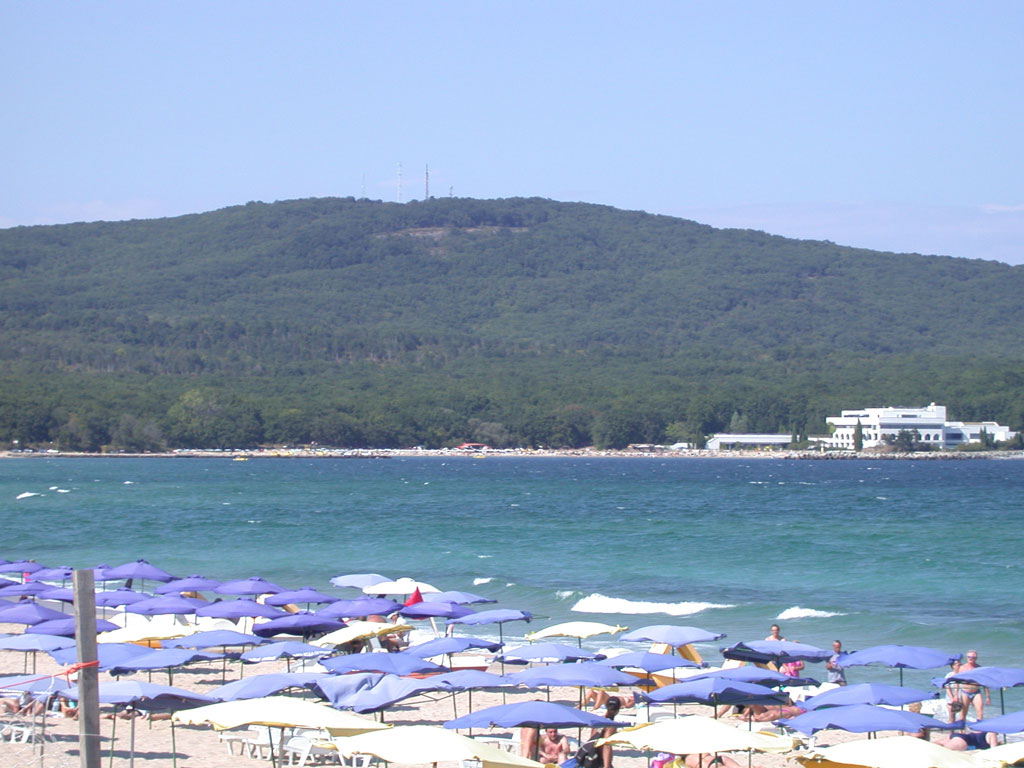
La plage nord et, au fond, le massif de la Strandja
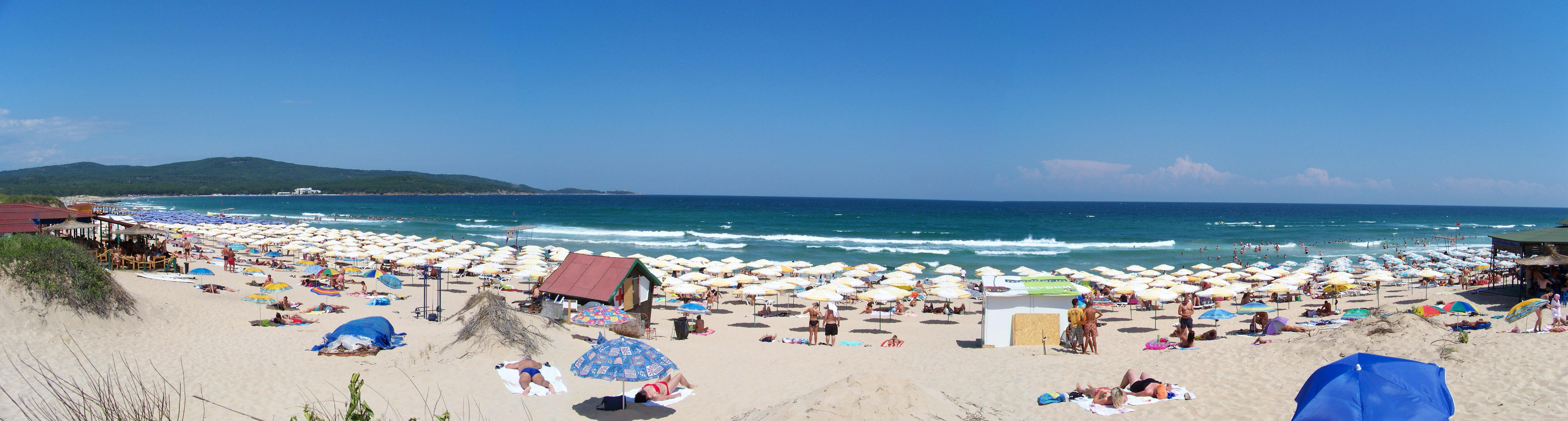
La plage nord
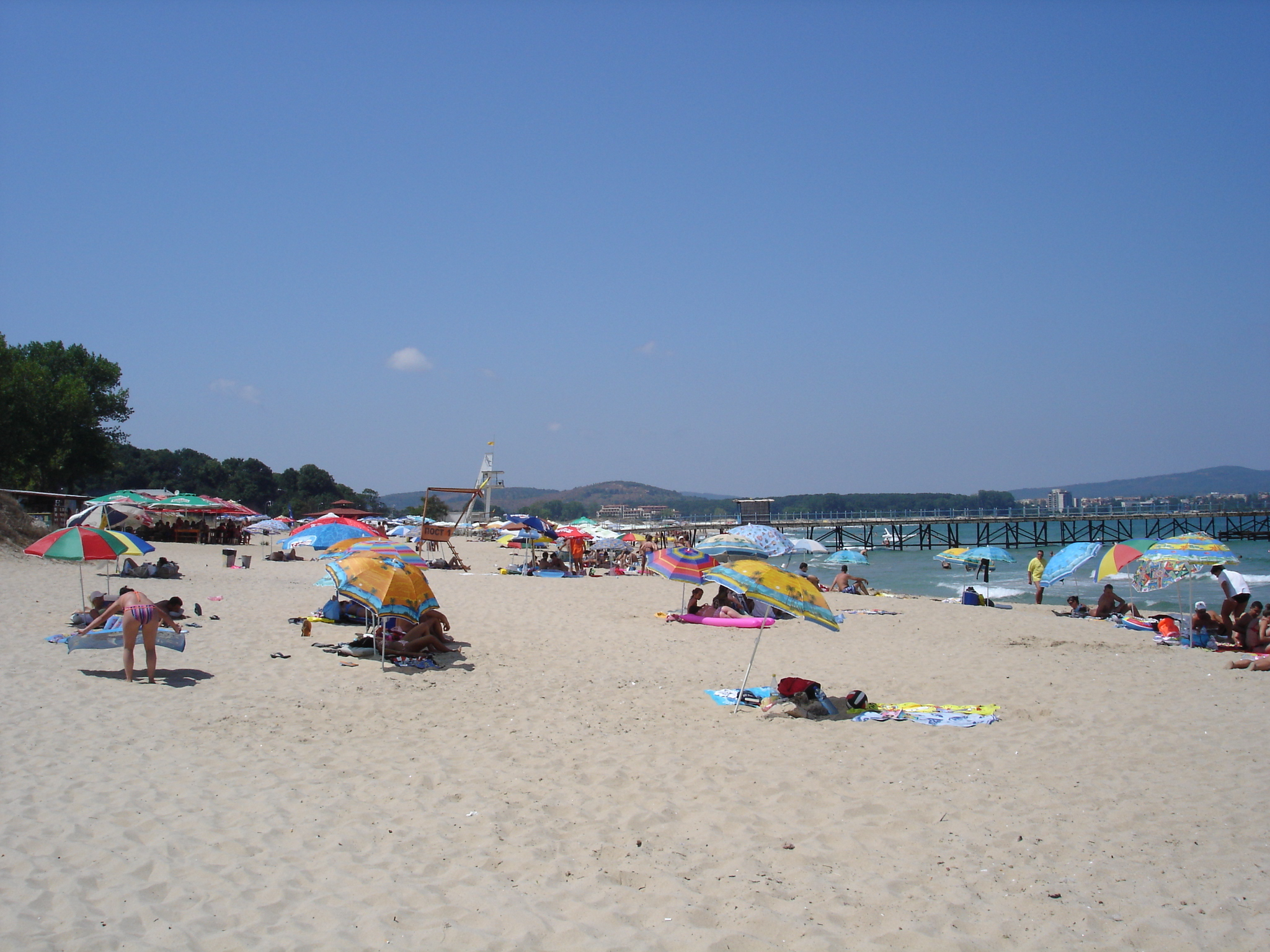
La plage sud